# Stevie Ray Vaughan
Stephen Ray Vaughan, detto Stevie (Dallas, 3 ottobre 1954 – East Troy, 27 agosto 1990) è stato un chitarrista, cantante e compositore statunitense.
Annoverato tra i più influenti esponenti della storia del blues, Stevie è considerato uno dei migliori chitarristi di ogni tempo.
Nel 2011 Rolling Stone lo ha classificato al dodicesimo posto nella sua lista dei cento migliori chitarristi di sempre mentre Classic Rock Magazine lo ha inserito al terzo posto nella sua lista 100 Wildest Guitar Heroes nel 2007.

## Biografia
Stevie Ray Vaughan nasce a Dallas nel 1954 da Jim e Martha Vaughan e si trasferisce in giovane età ad Austin. A sette anni inizia a suonare la chitarra seguendo le orme del fratello maggiore Jimmie, anche lui rinomato musicista e futuro chitarrista dei Fabulous Thunderbirds.
A diciassette anni abbandona la scuola per dedicarsi completamente alla musica; in quanto totalmente autodidatta, senza alcuna conoscenza della teoria musicale, suona, canta e compone "ad orecchio".

### Dagli esordi al Festival di Montreux del 1982
Il primo gruppo di cui fa parte sono i Cast of Thousands nel 1971. Nel 1973 passa ai Nightcrawlers, con cui incide un demo. Dal 1975 fa parte dei Paul Ray & the Cobras con cui registra l'album Texas Clover, particolarmente ricercato tra i collezionisti. Dopo lo scioglimento dei Cobras nel 1977 forma i Triple Threat Revue assieme alla cantante Lou Ann Barton.
Dopo i primi successi nei locali dell'area di Austin il gruppo cambia nome in Double Trouble, ispirandosi all'omonima canzone di Otis Rush, e Vaughan ne diventa il leader; oltre a lui, il gruppo comprende il batterista Chris Layton e il bassista Jackie Newhouse. Nel novembre 1979 questa formazione incide un album che non verrà mai pubblicato ufficialmente. Il repertorio della band è di genere blues e rock and roll.
Iniziano le prime apparizioni radiofoniche importanti e quella del 1º aprile 1980 sarà pubblicata dopo la morte del chitarrista nell'album In the Beginning del 1992. La Barton lascia la band nel 1980 e Tommy Shannon prende il posto di Newhouse nel 1981, entrando a far parte della formazione definitiva che accompagnerà Vaughan verso la scalata al successo. Nel frattempo il 20 dicembre 1979 quest'ultimo convola a nozze con Lenora Bailey, soprannominata Lenny, al Rome Inn di Austin.

### Dal Festival di Montreux alla morte
Il produttore Jerry Wexler si accorge di Vaughan su indicazione di Mick Jagger e nel luglio del 1982 lo porta assieme ai Double Trouble al Montreux Jazz Festival. Al termine del concerto il gruppo riceve dei sonori fischi dalla platea, poco incline alle crude sonorità di un chitarrista d'estrazione blues; l'esibizione suscita però l'interesse di David Bowie, presente tra il pubblico, che decide di ingaggiare Vaughan per la registrazione dell'album Let's Dance, dove Vaughan suona su sei degli otto brani presenti. Il chitarrista viene ingaggiato anche per il tour mondiale che segue l'album nel maggio 1983, ma a pochi giorni dall'inizio l'accordo tra le parti viene meno e Vaughan non prende parte al tour di Bowie, concentrandosi invece sull'attività con i Double Trouble.
Nell'estate del 1983 viene pubblicato l'album di debutto Texas Flood, a nome di Stevie Ray Vaughan and Double Trouble, inciso grazie al produttore John Hammond per la Epic Records. L'album viene registrato in soli due giorni grazie anche all'aiuto di Jackson Browne, anch'egli presente all'esibizione di Montreux, che mette a disposizione gratuitamente il proprio studio di registrazione, il Downtown Studio a Los Angeles. Alcuni dei brani pubblicati sono stati interamente registrati in presa diretta, senza alcuna minima aggiunta o modifica successiva.
Texas Flood ottiene presto consensi, sia di critica sia di pubblico, soprattutto grazie al singolo Pride and Joy, che entra nella classifica dei venti brani più venduti e i concerti per il gruppo si moltiplicano, divenendo centinaia all'anno. Nel 1984 il successo viene confermato e accresciuto con Couldn't Stand the Weather, l'album successivo, che comprende una delle più celebri esecuzioni di Stevie Ray Vaughan: la cover del brano Voodoo Child (Slight Return) di Jimi Hendrix. Il tour promozionale questa volta tocca anche l'Europa del Nord, l'Australia, la Nuova Zelanda e il Canada. L'ironico video musicale del brano Cold Shot viene trasmesso frequentemente anche in Italia.
Nel 1985 esce Soul to Soul, che vede l'inserimento nel gruppo del tastierista Reese Wynans che sebbene fosse considerato il terzo Double Trouble non ne farà mai ufficialmente parte. I brani rivelano una connotazione più prettamente rock dei precedenti, distaccandosi dai suoni grezzi e dalle armonie blues dei lavori iniziali, e riscuote grande risonanza internazionale. Il 1985 è per Vaughan anche l'anno del ritorno al Festival di Montreux, questa volta nelle vesti di acclamata star internazionale. Lo show tenuto il 15 luglio è di grande intensità ed è particolarmente degna di nota la versione del brano Tin Pan Alley, suonata in coppia col bluesman Johnny Copeland.
L'esibizione di Montreux, presente sull'album Blues Explosion, lo porta anche alla vittoria di un Grammy Award e il tour promozionale di Soul to Soul giunge in Svizzera, Francia, Paesi Bassi, Finlandia, Svezia e Giappone; il 14 luglio 1985 si esibisce per la prima volta anche in Italia, all'Umbria Jazz Festival di Perugia. In questo periodo partecipa anche ad album di altri artisti quali Texas Twister di Johnny Copeland e Gravity di James Brown nel 1986, I'm in the Wrong Business di A.C. Reed nel 1987, Soulfull Dress di Marcia Ball nel 1984 e Strike Like Lightning del suo idolo giovanile Lonnie Mack nel 1985.
Intanto l'abuso di alcol e droghe mina pesantemente il fisico di Vaughan, che durante una tappa del tour in Germania nell'ottobre del 1986, viene colto da un collasso: il ricovero in ospedale e il successivo periodo di disintossicazione in un centro della Georgia lo tengono lontano dalle scene per quasi due mesi. Sul finire del 1986 esce Live Alive, il primo album live dell'artista, che raccoglie alcune delle migliori esibizioni dell'estenuante tournée del periodo precedente e alcuni inediti, riscuotendo anch'esso un buon successo. Nel 1987 divorzia dalla moglie e in seguito si fidanzerà con la modella Janna Lapidus, conosciuta in Nuova Zelanda.
Nel gennaio del 1987 inizia un interminabile tour americano che durerà fino al 1988, buona parte svolto assieme al chitarrista Jeff Beck, con una breve interruzione solo per il mese di ottobre 1987. Tra giugno e luglio 1988 il tour fa tappa in Europa e Vaughan torna ancora ad esibirsi in Italia: il 3 luglio è a Pistoia per il Pistoia Blues Festival, il 4 luglio è a Milano al Palatrussardi, il 6 luglio suona all'Arena Alpe Adria di Lignano Sabbiadoro, il 7 luglio è di nuovo a Milano per lo Hiotfin Festival e infine è a Salerno per il II Festival internazionale del Blues di Salerno l'8 luglio. Il ritorno in studio nel 1989 coincide con l'uscita dell'album In Step, con cui vince un Grammy Award nella categoria Best Contemporary Blues Record, grazie anche al record raggiunto di più di un milione di copie vendute.
Pur rimanendo il blues una delle componenti più importanti del suo stile, il disco denota un'ulteriore flessione verso il rock melodico, distanziandosi sempre più dalle sonorità grezze di inizio carriera. Nel 1990 Stevie collabora con suo fratello Jimmie al disco di Bob Dylan Under the Red Sky, che uscirà postumo, e incide con Jimmie anche l'album Family Style, prodotto da Nile Rodgers, a sua volta pubblicato dopo la morte e poco acclamato da critica e pubblico.
Nel gennaio dello stesso anno partecipa a MTV Unplugged, registrando in versione acustica con una chitarra a dodici corde i brani Rude Mood, Pride and Joy, Testify e Life Without You, che interrompe dopo pochi accordi incalzato dal pubblico che chiede a gran voce di ripetere Testify: questa rappresenta una delle poche registrazioni conosciute in cui Stevie imbraccia una chitarra acustica. Durante tutta la prima metà dell'anno effettua un intenso tour negli Stati Uniti con Joe Cocker.
La notte del 27 agosto 1990, dopo aver partecipato assieme a Eric Clapton, Robert Cray, Buddy Guy e il fratello Jimmie a un grande concerto all'Alpine Valley Music Theater di Alpine Valley Resort, vicino a East Troy nel Wisconsin, Stevie salì su un elicottero per tornare in albergo a Chicago. Vaughan, stanco per il concerto, chiese al fratello di prendere l'unico posto rimasto libero e partire prima, poiché tre posti, inizialmente riservati a Jimmie, sua moglie e lo stesso Stevie erano già stati occupati da altri membri dello staff di Eric Clapton. Poco dopo il decollo, il velivolo si schiantò contro una collina a causa della fitta nebbia e della poca esperienza del pilota in simili condizioni atmosferiche. Nessuno si accorse dell'incidente fino alla mattina seguente, allorché l'elicottero non giunse a destinazione. Nell'incidente, oltre allo stesso Vaughan, morirono il pilota Jeff Brown e tre membri dello staff di Clapton: Bobby Brooks, Nigel Browne e Colin Smythee.
Vaughan fu sepolto il 31 agosto 1990 al Laurel Land Memorial Park di Dallas accanto al padre, morto il suo stesso giorno quattro anni prima.

## Dopo la morte

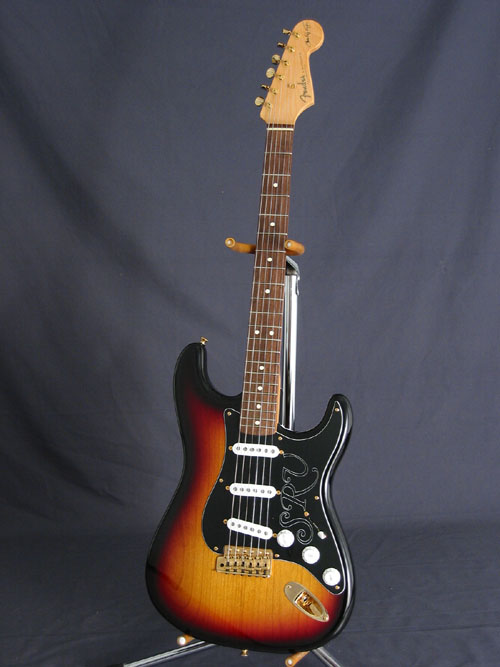
Il particolare modello Stevie Ray Vaughan della Stratocaster prodotto dalla Fender a partire dal 1992.

In seguito alla morte vengono pubblicati diversi album, tra cui numerose raccolte e incisioni dal vivo e un solo album di brani di studio inediti, The Sky Is Crying nel 1990, un album degno del livello dei precedenti, celebre per la formidabile interpretazione strumentale di Little Wing di Jimi Hendrix e per la presenza dell'unico brano acustico registrato in studio e pubblicato ufficialmente, Life by the Drop.
Significativo anche l'album In Session, frutto della registrazione in studio di una jam session con Albert King, registrata nel 1983 e pubblicata nel 1999 dalla Stax Records, in cui viene evidenziata al meglio l'influenza del bluesman del Mississippi su Vaughan. Nel 1991 Ann Richards, il governatore del Texas, proclama il 3 ottobre, giorno di nascita dell'artista, Stevie Ray Vaughan Day.
Nel 1992 la Fender iniziò la produzione della Stevie Ray Vaughan Signature Stratocaster, progettata assieme a Stevie poco tempo prima della sua morte. La chitarra è la replica commerciale della chitarra preferita da Stevie, che lui chiamava affettuosamente Number One o First Wife («prima moglie»). In realtà il modello prodotto in serie differisce dall'originale in numerosi particolari: oltre ai legni utilizzati per la tastiera e ai pick-up progettati per l'occasione, anche il battipenna, le meccaniche e altri particolari minori.
Probabilmente già nel 1989 vennero realizzate almeno una dozzina di prototipi SRV Custom Shop, dei quali metà sembra sia custodita gelosamente da Jimmie Vaughan e l'altra metà sia stata regalata o venduta.
Nel 1993 un gruppo di chitarristi di fama mondiale incide l'album tributo Hats Off to Stevie Ray, in cui vengono riproposti alcuni dei brani classici eseguiti da SRV come Pride and Joy, Texas Flood e Cold Shot. Tra i musicisti presenti ci sono Pat Travers, Steve Hunter, Jon Butcher e Kevin Russell. Nel 1994 una statua in memoria del chitarrista viene eretta allo Shores Auditorium presso il Lady Bird Lake di Austin.
Nel 1996 la Sony pubblica un album registrato dal vivo dedicato a Stevie Ray Vaughan, A Tribute to Stevie Ray Vaughan, che comprende interpretazioni di grandi musicisti internazionali tra i quali Bonnie Raitt (con un duetto virtuale insieme al chitarrista), B.B. King, Buddy Guy ed Eric Clapton. Nello stesso anno esce Crossfire: A Salute to Stevie Ray, secondo album tributo da parte di soli chitarristi impegnati nella riproposta dei classici, tra cui Pride and Joy e Riviera Paradise. Tra i musicisti presenti ci sono Steve Morse, Steve Stevens, John Sykes e Walter Trout.
Nel 2000 la Columbia Records pubblica l'intera discografia di Stevie Ray Vaughan inserendo per ogni album da due a quattro tracce bonus scelte tra incisioni dal vivo, brani inediti ed esecuzioni rare. Sempre nel 2000 esce l'album Pickin' on Stevie Ray Vaughan con la rivisitazione di dodici classici di Stevie Ray Vaughan in chiave bluegrass.
Nel 2004 viene prodotta in soli 100 esemplari una riproduzione fedelissima della Number One di Vaughan. A questa replica, fedele in ogni dettaglio compresi i graffi sulla vernice, viene dato il nome di Stevie Ray Vaughan Tribute Model Number One Stratocaster guitar. Ogni esemplare è numerato e ha grande valore collezionistico. Nel 2007 la Fender produce in serie limitata l'esatta replica della chitarra da lui battezzata Lenny in onore della moglie.

## Lo stile
La musica di Vaughan affonda le sue radici nel Blues, nel Rock e nel Jazz.
È stato influenzato da artisti come Albert King, B.B. King, Freddie King, Albert Collins, Buddy Guy, Howlin' Wolf, Otis Rush, Chuck Berry, Johnny "Guitar" Watson, Muddy Waters e soprattutto Jimi Hendrix, da cui Vaughan ha, per sua stessa ammissione, tratto grande ispirazione, come dimostrato dalle numerose canzoni di Hendrix riproposte dall'artista. Vaughan è stato anche influenzato da chitarristi jazz quali Django Reinhardt, Kenny Burrell, Wes Montgomery e George Benson. Un'altra fondamentale influenza è sicuramente quella di Lonnie Mack, chitarrista americano che è sempre stato messo in cima alla lista dei chitarristi da lui ascoltati, sia da giovane che in età adulta.
La sua relazione con Johnny Winter, un'altra leggenda del Texas Blues, è invece più complicata. Sebbene si siano incontrati più volte e abbiano condiviso il palco, i musicisti (Tommy Shannon infatti ha suonato con Winter prima di unirsi ai Double Trouble) e sebbene abbiano in alcuni casi suonato gli stessi brani (come nel caso di Boot Hill), Vaughan in un'intervista ha negato di conoscerlo. In "Raisin' Cain", la sua biografia, Winter dice di essersi irritato quando ha letto l'affermazione nell'intervista di Vaughan. Quest'ultimo sistemò la faccenda nel 1988 in occasione di un Festival Blues in Europa dove entrambi erano ospiti, spiegando di essere stato citato erroneamente e che "ogni musicista in Texas conosce Johnny e ha imparato qualcosa da lui".
Lo stile chitarristico di Vaughan è scandito da fraseggi veloci e movimentati spesso ripetuti più volte, con grande precisione ritmica ed è anche fatto di assoli lenti e melodici.
Durante il corso degli anni il sound è passato dai suoni e riff di chitarra brillanti e taglienti sullo stile di Albert King dei primi anni ottanta a figurazioni più melodiche e corpose nello stile di Eric Clapton all'inizio del 1990. Una particolarità del suono di Vaughan derivava dall'uso di corde di dimensioni molto maggiori alla norma, di scalatura 0.013" e talvolta 0.014" per il mi cantino, fino ad arrivare a scalature estreme come la 0.017"/0.070". Renè Martinez, liutaio e tecnico di fiducia di Stevie Ray Vaughan, lo convinse ad abbandonare queste corde in favore di altre di dimensioni più convenzionali per evitare danni alle dita.
Per ovviare a questi inconvenienti, Vaughan ricopriva i polpastrelli di colla Superglue, usata anche dai soldati americani in Vietnam per chiudere in emergenza le ferite in attesa di soccorsi. Inoltre era solito accordare lo strumento un semitono sotto l'accordatura standard: questo rendeva meno dure le corde e dava alla Stratocaster un suono meno aspro. Lo stile di Vaughan ha segnato in modo importante il mondo del rock/blues, influenzando molti musicisti.

## Strumentazione

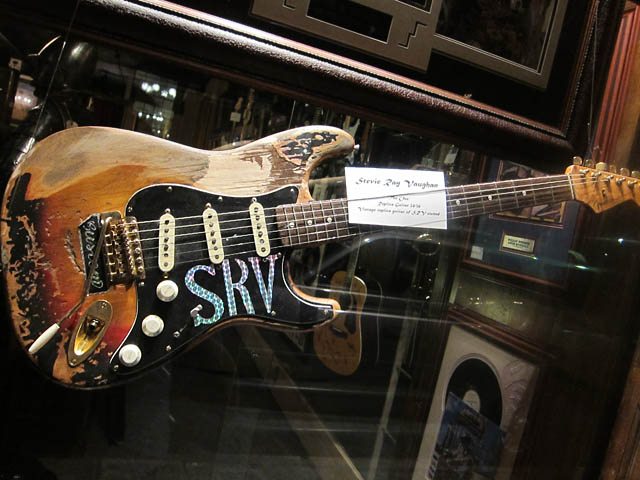
Replica della leggendaria “Number One” di Stevie Ray Vaughan

### Chitarre
- Number One - Fender Stratocaster del 1959 con finitura sunburst relic (rovinata), acquistata nel 1976 presso un negozio di Austin. Modificata in seguito con l'aggiunta di una mascherina nera, ponte mancino e due adesivi prismatici: uno con le proprie iniziali SRV sulla mascherina e un altro con la scritta custom sotto il ponte;
- Lenny - Fender Stratocaster del 1962 con finitura rossa semitrasparente e manico e tastiera in acero;
- Charley - Fender Stratocaster artigianale bianca costruita nel 1984 da Charley Wirz, con tre pickup lipstick Danelectro e ponte fisso. Sul retro una decalcomania di una Hula-girl;
- Red - Fender Stratocaster del 1963 con finitura rossa (ma inizialmente era nera) e manico mancino;
- Main - Hamiltone Lurktamer in stile Strat costruita da James Hamilton, di colore cherry sunburst, con battipenna bianco, elettronica attiva e pickup DiMarzio;
- Scotch - Fender Stratocaster color crema, utilizzata soprattutto negli ultimi album;
- The Yellow One - Fender Stratocaster del 1959 di colore giallo (immortalata sulla copertina dell'album Live Alive), gli è stata rubata nel 1985.

### Amplificatori
- Fender Super Reverb Combo / 4 × 10;
- Fender 1964 blackface VibroVerb Combo / 1 × 15;
- Fender 1959 Bassman Combo / 4 × 10;
- Marshall Major 200-watt testata con casse 8 × 12 e 4 × 15";
- Marshall JCM800 testata 100-watt;
- Howard Dumble Steel String Slinger Testata 100-watt con cassa Dumble 4 × 12;
- A causa della prematura scomparsa, non farà in tempo a utilizzare una testata SLO-100 costruita e opportunamente personalizzata per lui da Mike Soldano.

### Effetti
- Ibanez TS-808, TS9 e TS10 Tube Screamer;
- UniVox UniVibe;
- Vox 846 Wah-Wah;
- Jim Dunlop CryBaby (per l'album Texas Flood)
- Dallas Arbiter Fuzz Face (per l'album In Step)[14]
- Tycobrahe Octavia;
- MXR Loop Selector;
- Sempre a causa della sua prematura scomparsa non farà in tempo ad utilizzare un pedale progettato da Cesar Diaz appositamente per lui: Diaz Texas Square Face Fuzz;
- Dytronics FS-1 Cyclosonic Panner;
- Roland SDD-320 Dimension D;
- Fender Vibrato & Reverb Footswitch;
- È stata prodotta un’edizione del CryBaby placcata in oro progettata da Jim Dunlop per Stevie;
- Roger Mayer Octavia.

## Discografia

### Album

#### Album in studio
- 1983 - Texas Flood
- 1984 - Couldn't Stand the Weather
- 1985 - Soul to Soul
- 1989 - In Step
- 1991 - The Sky Is Crying

#### Album in collaborazione
- 1990 - Family Style (con il fratello Jimmie Vaughan)

### Live
- 1986 - Live Alive
- 1992 - In the Beginning (registrato nel 1980; con Jackie Newhouse)
- 1997 - Live at Carnegie Hall (registrato nel 1984; con la sezione fiati Roomfool of Blues e Angela Strehli)
- 1999 - In Session (registrato nel 1983; con Albert King)
- 2000 - Live at Montreux 1982 & 1985
- 2006 - Live in Tokyo (registrato nel 1985)
- 2007 - Boogie with Stevie (registrato nel 1987 a Daytona Beach e nel 1984 a Honolulu, con Jeff Beck, Jimmie Vaughan e Angela Strehli)

### Compilation
- 1995 - Greatest Hits
- 1999 - The Real Deal: Greatest Hits Volume 2
- 1999 - Unplugged Collection, Vol. 1 (registrato nel 1990, contiene un solo brano suonato da Stevie in acustico)
- 2000 - Blues at Sunrise
- 2000 - SRV (Box set cartonato con tre CD + video)
- 2000 - Martin Scorsese Presents the Blues - Stevie Ray Vaughan
- 2002 - The Essential Stevie Ray Vaughan and Double Trouble
- 2007 - Solos, Session & Encores
- 2007 - The Best of Stevie Ray Vaughan

## Video/DVD
- 1991 - Live at the El Mocambo 1983
- 1995 - Live from Austin, Texas (registrato tra il 1983 e il 1989)
- 1999 - Classic Moments - MTV Unplugged (registrato nel 1990, contiene due soli brani suonati da Stevie in acustico)
- 2000 - Live at Montreux 1982 & 1985
- 2010 - In Session (in duo con Albert King, registrato nel 1983 presso una TV canadese di Hamilton)[15]

## Tributi
- 1993 - Hats Off to Stevie Ray (con Pat Travers, Steve Hunter, Jon Butcher, Kevin Russell e altri)
- 1996 - Crossfire: A Salute to Stevie Ray (Steve Morse, Steve Stevens, John Sykes, Walter Trout e altri)
- 1996 - A Tribute to Stevie Ray Vaughan (con Eric Clapton, Bonnie Raitt, B.B. King, Buddy Guy e altri, è disponibile anche il video del concerto)
- 2000 - Pickin' on Stevie Ray Vaughan (Artisti vari)